# Sungai Dualap
Sungai Dualap is een bestuurslaag in het regentschap Tanjung Jabung Barat van de provincie Jambi, Indonesië. Sungai Dualap telt 2505 inwoners (volkstelling 2010).